# Osat (regija)
Osat je regija u srednjem Podrinju, smještena u zavoju rijeke Drine. Obuhvaća južni dio općine Bratunca i zapadni dio općine Srebrenice. 

## Zemljopis
Luka Grđić Bjelokosić 1908. zabilježio je 1908. godine da se Osat prostire od Tegarske rijeke uz Drinu do Žepe.
Sjeverozapadno od Osata je Bratunac, jugoistočno je Bajina Bašta, a jugozapadno u Srbiji Nacionalni park Tara.

## Naselja
Učitelj u Bajinoj Bašti od 1855. do 1861. Vasilije Stefanović, suradnik Vuka Stefanovića Karadžića, zapisao je 1860. godine da Osat čine ova sela:
Blažijevići, Boljevići, Božići, Bujakovići, Crvica, Jaketići, Karina, Kalimanići, Kostolomci, Krnjići, Mlečva, Mošići, Osatica, Petriča, Postolje, Pribidol Srpski, Pribidol Turski, Radoševići, Ratkovići, Stanatovići, Tegare, Toplica, Vraneševići, Vucare, Žabokvica Srpska, Žabokvica Turska, Žlijebac.

## Vanjske poveznice
- Osećansko graditeljstvo (Muzej Municipijuma malvesijatijuma Skelani - Sreberenica)  Arhivirana inačica izvorne stranice od 4. siječnja 2019. (Wayback Machine) (srpski)
- O Osatu (Despotovina, Ranko Jakovljević, 27. novembar 2017.)  Arhivirana inačica izvorne stranice od 4. siječnja 2019. (Wayback Machine) (srpski)